# پوستاچالاد
پوستاچالاد (به مجاری:  Pusztacsalád) یک شهرداری در مجارستان است که در ناحیه شوپرون واقع شده‌است. پوستاچالاد ۲۴٫۰۶ کیلومتر مربع مساحت و ۲۶۷ نفر جمعیت دارد.